# La Rosa
Pour les articles homonymes, voir Rosa.
La Rosa est l'une des neuf paroisses civiles de la municipalité de Cabimas dans l'État de Zulia au Venezuela. Elle est l'une des paroisses civiles urbaines du chef-lieu de la municipalité de Cabimas avec celles d'Ambrosio, Carmen Herrera et Germán Ríos Linares.

## Géographie

### Situation

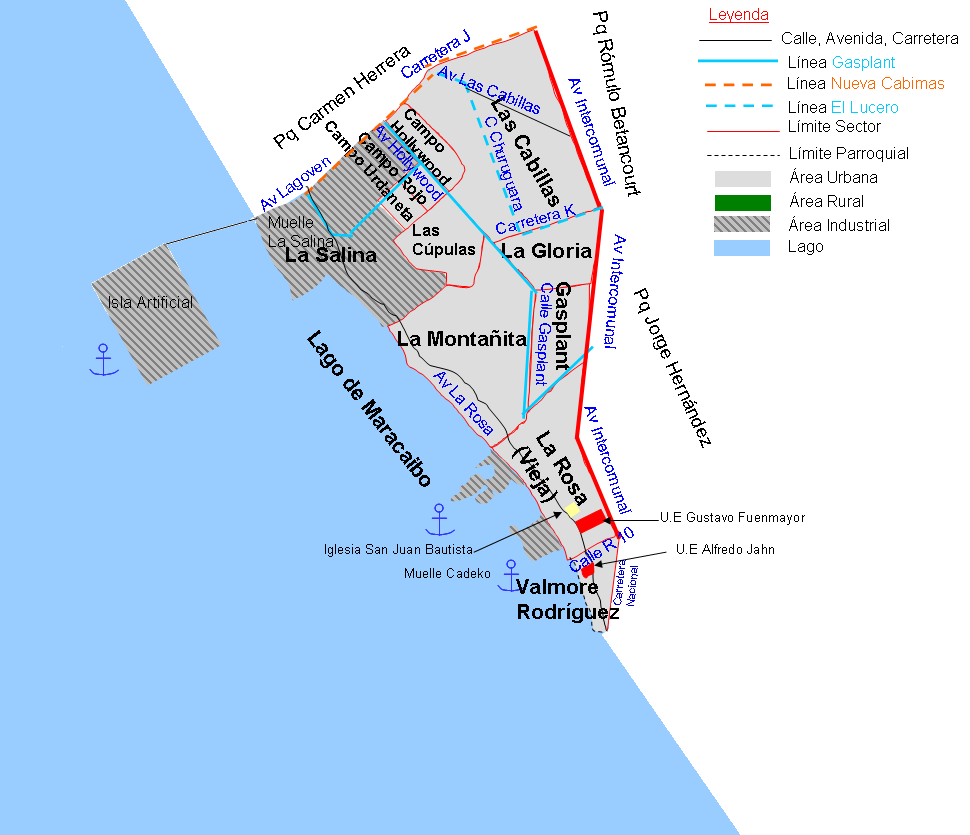
Carte de la paroisse civile.

La paroisse civile est située au bord du lac de Maracaibo où se trouvent les zones industrielles qui constituent sa bordure occidentale. Elle est limitée à l'est par l'avenida Intercomunal (avenue intercommunale), au nord par l'avenida Lagoven et la carretera J.

## Lieux et monuments
Elle abrite peu de lieux emblématiques, excepté l'église San Juan Bautista et les deux jetées de Cadeko et de La Salina.